# Pristimantis punzan
Pristimantis punzan es una especie de anfibio anuro de la familia Craugastoridae.

## Distribución geográfica
Esta especie es endémica de la provincia de Tungurahua en Ecuador. Se encuentra entre los 2500 y 2740 m sobre el nivel del mar en el flanco este de Tungurahua.

## Descripción
Los 3 especímenes machos adultos observados en la descripción original miden de 20 mm a 21 mm de longitud estándar y las especímenes hembras adultas observadas en la descripción original miden 30 mm de longitud estándar.

## Etimología
El nombre de la especie le fue dado en referencia al lugar de su descubrimiento, San Antonio de Punzan.

## Publicación original
- Reyes-Puig, Reyes-Puig, Ramírez-Jaramillo, Pérez-L. & Yánez-Munoz, 2015 "2014": Tres nuevas especies de ranas terrestres Pristimantis (Anura: Craugastoridae) de la cuenca alta del Río Pastaza, Ecuador/Three new species of terrestrial frogs Pristimantis (Anura: Craugastoridae) from the upper basin of the Pastaza River, Ecuador. Avances en Ciencias e Ingenieras, Quito, Sección B, vol. 6, p. 51–62[3]